# Meyrargueria rasini
Espèce
Meyrargueria rasini est une espèce de mollusques de la famille des Hydrobiidae.

## Distribution
Cette espèce est endémique des Bouches-du-Rhône. Elle n'est connue que de la grotte du Foux à Meyrargues.